# Chrysogaster basalis
Chrysogaster basalis är en tvåvingeart som beskrevs av Friedrich Hermann Loew 1857. Chrysogaster basalis ingår i släktet ängsblomflugor, och familjen blomflugor.
Artens utbredningsområde är Tyskland. Inga underarter finns listade i Catalogue of Life.